# DFB-Pokal 1982/83
DFB-Pokalsieger 1983 wurde der 1. FC Köln. In diesem Jahr kam es im Finale zu einem Stadtderby zwischen dem 1. FC Köln und dem SC Fortuna Köln. Das Spiel wurde am 11. Juni 1983 im Müngersdorfer Stadion in Köln ausgetragen. Für den 1. FC Köln ist es bis dato der letzte Titelgewinn. Titelverteidiger FC Bayern München war in der zweiten Hauptrunde an Eintracht Braunschweig gescheitert.

## Teilnehmende Mannschaften
- Für die 1. Hauptrunde waren folgende Mannschaften qualifiziert.

| Bundesliga | 2. Bundesliga | Amateure Nord Berlin Westfalen Nordrhein | Amateure Hessen Südwest Baden-Württemberg Bayern |
| --- | --- | --- | --- |
| Hamburger SV 1. FC Köln FC Bayern München 1. FC Kaiserslautern Werder Bremen Borussia Dortmund Borussia Mönchengladbach Eintracht Frankfurt VfB Stuttgart VfL Bochum Eintracht Braunschweig Arminia Bielefeld 1. FC Nürnberg Karlsruher SC Fortuna Düsseldorf Bayer 04 Leverkusen FC Schalke 04 Hertha BSC | SV Darmstadt 98 MSV Duisburg Kickers Offenbach Hannover 96 SV Waldhof Mannheim Stuttgarter Kickers KSV Hessen Kassel Alemannia Aachen SC Fortuna Köln Rot-Weiss Essen Bayer 05 Uerdingen VfL Osnabrück SpVgg Fürth SC Freiburg SG Union Solingen SG Wattenscheid 09 TuS Schloß Neuhaus FSV Frankfurt | - Nord: SV Arminia Hannover Werder Bremen (A) Heider SV ASV Bergedorf 85 Hannover 96 (A) Germania Walsrode - Berlin: Hertha Zehlendorf - Westfalen: Rot-Weiß Lüdenscheid Hammer SpVg - Nordrhein: Rot-Weiß Oberhausen 1. FC Köln (A) Bayer 05 Uerdingen (A) | - Hessen: KSV Baunatal - Südwest: Wormatia Worms Eintracht Trier 1. FSV Mainz 05 FC Ensdorf VfB Wissen - Baden-Württemberg: Freiburger FC SSV Ulm 1846 SV Sandhausen VfB Stuttgart (A) Offenburger FV - Bayern: TSV 1860 München SpVgg Bayreuth FC Bayern München (A) FC Bayern Hof SVO Germaringen |

## 1. Hauptrunde
| Datum                    |                        | Ergebnis  |                          |
| ------------------------ | ---------------------- | --------- | ------------------------ |
| Fr 27.08.1982, 18:00 Uhr | Hannover 96 (A)        | 2:3 n. V. | Bayer 04 Leverkusen      |
| Fr 27.08.1982, 19:30 Uhr | Kickers Offenbach      | 1:3 n. V. | Fortuna Düsseldorf       |
| Fr 27.08.1982, 19:30 Uhr | SG Wattenscheid 09     | 0:3       | Eintracht Braunschweig   |
| Fr 27.08.1982, 20:00 Uhr | SC Fortuna Köln        | 2:0       | SC Freiburg              |
| Sa 28.08.1982, 15:00 Uhr | FC Bayern Hof          | 0:5       | Arminia Bielefeld        |
| Sa 28.08.1982, 15:30 Uhr | VfL Bochum             | 3:1       | Karlsruher SC            |
| Sa 28.08.1982, 15:30 Uhr | FSV Frankfurt          | 3:2       | 1. FC Kaiserslautern     |
| Sa 28.08.1982, 15:30 Uhr | SV Waldhof Mannheim    | 2:0       | Eintracht Frankfurt      |
| Sa 28.08.1982, 15:30 Uhr | 1. FC Köln             | 3:1       | Bayer 05 Uerdingen       |
| Sa 28.08.1982, 15:30 Uhr | MSV Duisburg           | 1:1 n. V. | Hamburger SV             |
| Sa 28.08.1982, 15:30 Uhr | FC Schalke 04          | 1:0       | KSV Hessen Kassel        |
| Sa 28.08.1982, 15:30 Uhr | Rot-Weiss Essen        | 1:3       | Borussia Dortmund        |
| Sa 28.08.1982, 15:30 Uhr | VfB Wissen             | 0:4       | Borussia Mönchengladbach |
| Sa 28.08.1982, 15:30 Uhr | Germania Walsrode      | 0:3       | 1. FC Nürnberg           |
| Sa 28.08.1982, 15:30 Uhr | Hertha Zehlendorf      | 2:4 n. V. | Hertha BSC               |
| Sa 28.08.1982, 15:30 Uhr | Offenburger FV         | 1:4       | Werder Bremen            |
| Sa 28.08.1982, 15:30 Uhr | ASV Bergedorf 85       | 1:5 n. V. | FC Bayern München        |
| Sa 28.08.1982, 15:30 Uhr | SpVgg Bayreuth         | 3:1       | SpVgg Fürth              |
| Sa 28.08.1982, 15:30 Uhr | FC Ensdorf             | 1:3       | SG Union Solingen        |
| Sa 28.08.1982, 15:30 Uhr | SSV Ulm 1846           | 3:1       | TuS Schloß Neuhaus       |
| Sa 28.08.1982, 15:30 Uhr | SV Arminia Hannover    | 0:2 n. V. | Eintracht Trier          |
| Sa 28.08.1982, 15:30 Uhr | Freiburger FC          | 1:1 n. V. | Rot-Weiß Lüdenscheid     |
| Sa 28.08.1982, 15:30 Uhr | FC Bayern München (A)  | 5:3 n. V. | Werder Bremen (A)        |
| Sa 28.08.1982, 16:00 Uhr | Wormatia Worms         | 3:1 n. V. | Alemannia Aachen         |
| Sa 28.08.1982, 18:00 Uhr | VfL Osnabrück          | 0:2       | VfB Stuttgart            |
| Sa 28.08.1982, 18:00 Uhr | VfB Stuttgart (A)      | 1:5       | Stuttgarter Kickers      |
| So 29.08.1982, 15:00 Uhr | Hannover 96            | 0:4       | SV Darmstadt 98          |
| So 29.08.1982, 15:00 Uhr | Bayer 05 Uerdingen (A) | 0:3       | KSV Baunatal             |
| So 29.08.1982, 15:00 Uhr | SVO Germaringen        | 1:2       | Hammer SpVg              |
| So 29.08.1982, 15:00 Uhr | 1. FC Köln (A)         | 1:3       | 1. FSV Mainz 05          |
| So 29.08.1982, 15:00 Uhr | Heider SV              | 1:1 n. V. | TSV 1860 München         |
| So 29.08.1982, 15:00 Uhr | SV Sandhausen          | 1:3       | Rot-Weiß Oberhausen      |

### Wiederholungsspiele
| Datum                    |                      | Ergebnis |               |
| ------------------------ | -------------------- | -------- | ------------- |
| Di 07.09.1982, 19:30 Uhr | TSV 1860 München     | 2:1      | Heider SV     |
| Mi 08.09.1982, 19:30 Uhr | Rot-Weiß Lüdenscheid | 2:1      | Freiburger FC |
| Di 05.10.1982, 20:00 Uhr | Hamburger SV         | 5:0      | MSV Duisburg  |

## 2. Hauptrunde
| Datum                    |                        | Ergebnis  |                          |
| ------------------------ | ---------------------- | --------- | ------------------------ |
| Fr 15.10.1982, 19:30 Uhr | Rot-Weiß Lüdenscheid   | 1:3       | SV Darmstadt 98          |
| Sa 16.10.1982, 14:30 Uhr | Wormatia Worms         | 2:0       | KSV Baunatal             |
| Sa 16.10.1982, 15:00 Uhr | 1. FSV Mainz 05        | 3:6 n. V. | FC Schalke 04            |
| Sa 16.10.1982, 15:00 Uhr | Hammer SpVg            | 1:1 n. V. | VfL Bochum               |
| Sa 16.10.1982, 15:00 Uhr | SV Waldhof Mannheim    | 2:0       | FSV Frankfurt            |
| Sa 16.10.1982, 15:00 Uhr | SSV Ulm 1846           | 0:0 n. V. | SC Fortuna Köln          |
| Sa 16.10.1982, 15:00 Uhr | Eintracht Trier        | 1:2       | Stuttgarter Kickers      |
| Sa 16.10.1982, 15:00 Uhr | TSV 1860 München       | 1:0       | FC Bayern München (A)    |
| Sa 16.10.1982, 15:30 Uhr | 1. FC Köln             | 3:1       | Bayer 04 Leverkusen      |
| Sa 16.10.1982, 15:30 Uhr | Fortuna Düsseldorf     | 0:2       | VfB Stuttgart            |
| Sa 16.10.1982, 15:30 Uhr | Arminia Bielefeld      | 2:0       | 1. FC Nürnberg           |
| Sa 16.10.1982, 15:30 Uhr | Eintracht Braunschweig | 2:0       | FC Bayern München        |
| Sa 16.10.1982, 15:30 Uhr | Hamburger SV           | 3:2       | Werder Bremen            |
| Sa 16.10.1982, 15:30 Uhr | SG Union Solingen      | 0:2       | Borussia Mönchengladbach |
| Sa 16.10.1982, 15:30 Uhr | SpVgg Bayreuth         | 0:1       | Hertha BSC               |
| Sa 16.10.1982, 15:30 Uhr | Rot-Weiß Oberhausen    | 0:1       | Borussia Dortmund        |

### Wiederholungsspiele
| Datum         |                 | Ergebnis |              |
| ------------- | --------------- | -------- | ------------ |
| Di 26.10.1982 | VfL Bochum      | 6:1      | Hammer SpVg  |
| Di 09.11.1982 | SC Fortuna Köln | 3:0      | SSV Ulm 1846 |

## Achtelfinale
| Datum                    |                          | Ergebnis  |                     |
| ------------------------ | ------------------------ | --------- | ------------------- |
| Di 14.12.1982, 20:00 Uhr | Eintracht Braunschweig   | 1:2       | SC Fortuna Köln     |
| Mi 15.12.1982, 19:30 Uhr | Borussia Dortmund        | 4:2       | SV Darmstadt 98     |
| Mi 15.12.1982, 20:00 Uhr | Borussia Mönchengladbach | 1:0       | SV Waldhof Mannheim |
| Fr 17.12.1982, 20:00 Uhr | Hertha BSC               | 2:1       | Hamburger SV        |
| Sa 18.12.1982, 14:00 Uhr | Wormatia Worms           | 0:4       | VfB Stuttgart       |
| Sa 18.12.1982, 15:00 Uhr | TSV 1860 München         | 1:3       | VfL Bochum          |
| Sa 18.12.1982, 15:30 Uhr | FC Schalke 04            | 2:2 n. V. | Arminia Bielefeld   |
| Sa 18.12.1982, 15:30 Uhr | 1. FC Köln               | 5:1       | Stuttgarter Kickers |

### Wiederholungsspiel
| Datum         |                   | Ergebnis |               |
| ------------- | ----------------- | -------- | ------------- |
| Di 25.01.1983 | Arminia Bielefeld | 0:1      | FC Schalke 04 |

## Viertelfinale
| Datum                    |                          | Ergebnis  |                 |
| ------------------------ | ------------------------ | --------- | --------------- |
| Sa 12.02.1983, 15:30 Uhr | Borussia Mönchengladbach | 2:2 n. V. | SC Fortuna Köln |
| Di 01.03.1983, 19:30 Uhr | VfB Stuttgart            | 2:0       | Hertha BSC      |
| Di 01.03.1983, 20:00 Uhr | 1. FC Köln               | 5:0       | FC Schalke 04   |
| Di 08.03.1983, 19:30 Uhr | Borussia Dortmund        | 3:1 n. V. | VfL Bochum      |

### Wiederholungsspiel
| Datum                    |                 | Ergebnis |                          |
| ------------------------ | --------------- | -------- | ------------------------ |
| Di 08.03.1983, 19:00 Uhr | SC Fortuna Köln | 2:1      | Borussia Mönchengladbach |

## Halbfinale
| Datum                    |                 | Ergebnis  |                   |
| ------------------------ | --------------- | --------- | ----------------- |
| Sa 02.04.1983, 15:30 Uhr | 1. FC Köln      | 3:2 n. V. | VfB Stuttgart     |
| Mo 04.04.1983, 16:00 Uhr | SC Fortuna Köln | 5:0       | Borussia Dortmund |

## Finale
| Paarung         | 1. FC Köln – SC Fortuna Köln |
| Ergebnis        | 1:0 (0:0) |
| Datum           | Samstag, 11. Juni 1983 um 16:00 Uhr |
| Stadion         | Müngersdorfer Stadion, Köln |
| Zuschauer       | 61.000 (ausverkauft) |
| Schiedsrichter  | Walter Engel (Reimsbach) |
| Tore            | 1:0 Pierre Littbarski (68.) |
| 1. FC Köln      | Toni Schumacher – Gerd Strack – Dieter Prestin, Paul Steiner, Herbert Zimmermann – Harald Konopka (81. Holger Willmer), Herbert Neumann, Stephan Engels – Pierre Littbarski, Klaus Fischer, Klaus Allofs (90. Frank Hartmann) Cheftrainer: Rinus Michels ( Niederlande) |
| SC Fortuna Köln | Bernd Helmschrot – Michael Kuntze – Florian Hinterberger, Dieter Finkler , Jürgen Baier – Hermann-Josef Werres (70. Robert Hanschitz), Hans-Jürgen Gede, Hannes Linssen – Bernd Grabosch, Dieter Schatzschneider, Dieter Lemke Cheftrainer: Martin Luppen               |